# Cyperus esculentus
La especie Cyperus esculentus, llamada comúnmente juncia avellanada, es una planta herbácea que produce el tubérculo comestible conocido como chufa, aunque en Andalucía recibe el nombre de alcatufa.

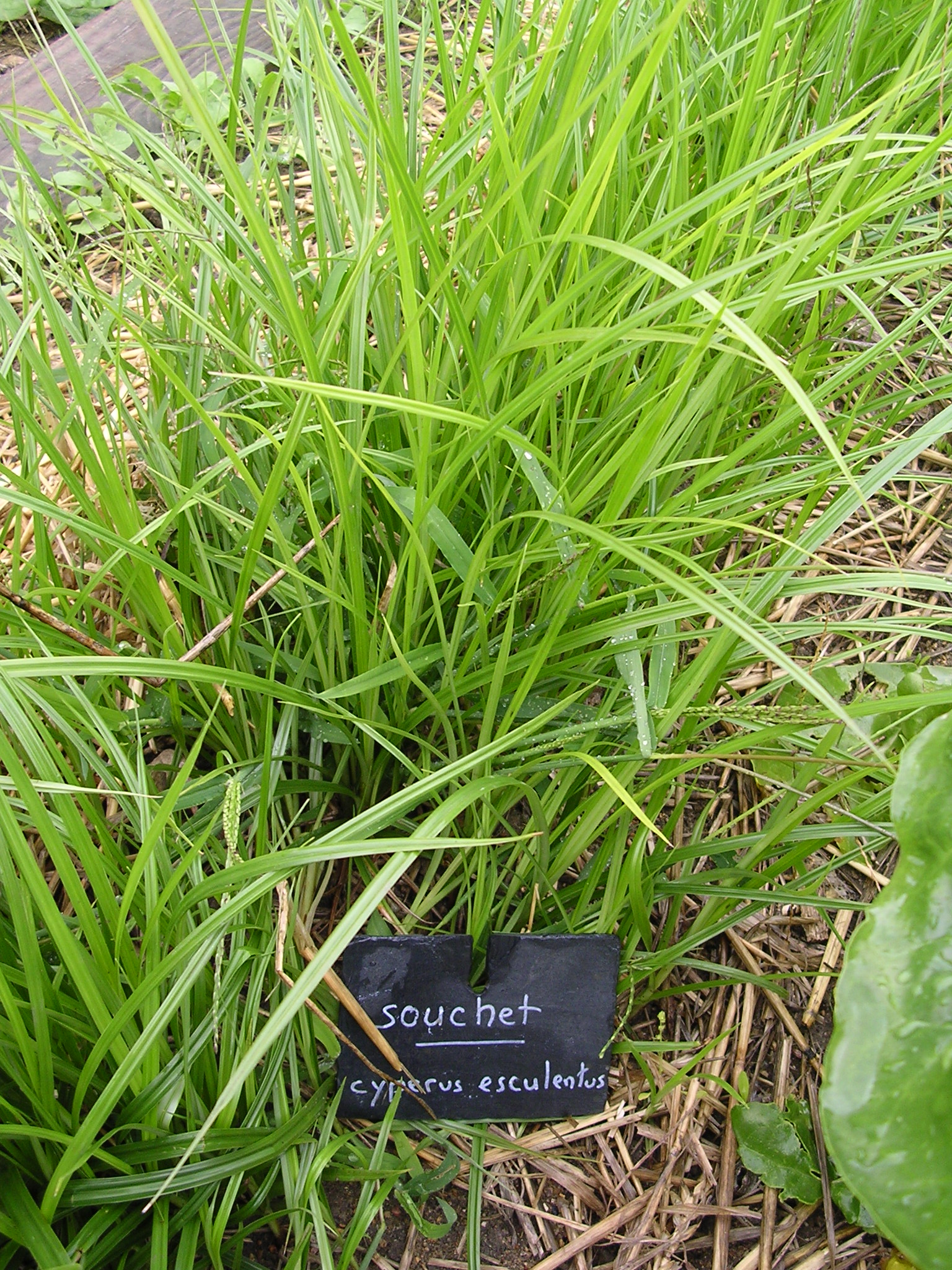
Vista de la planta

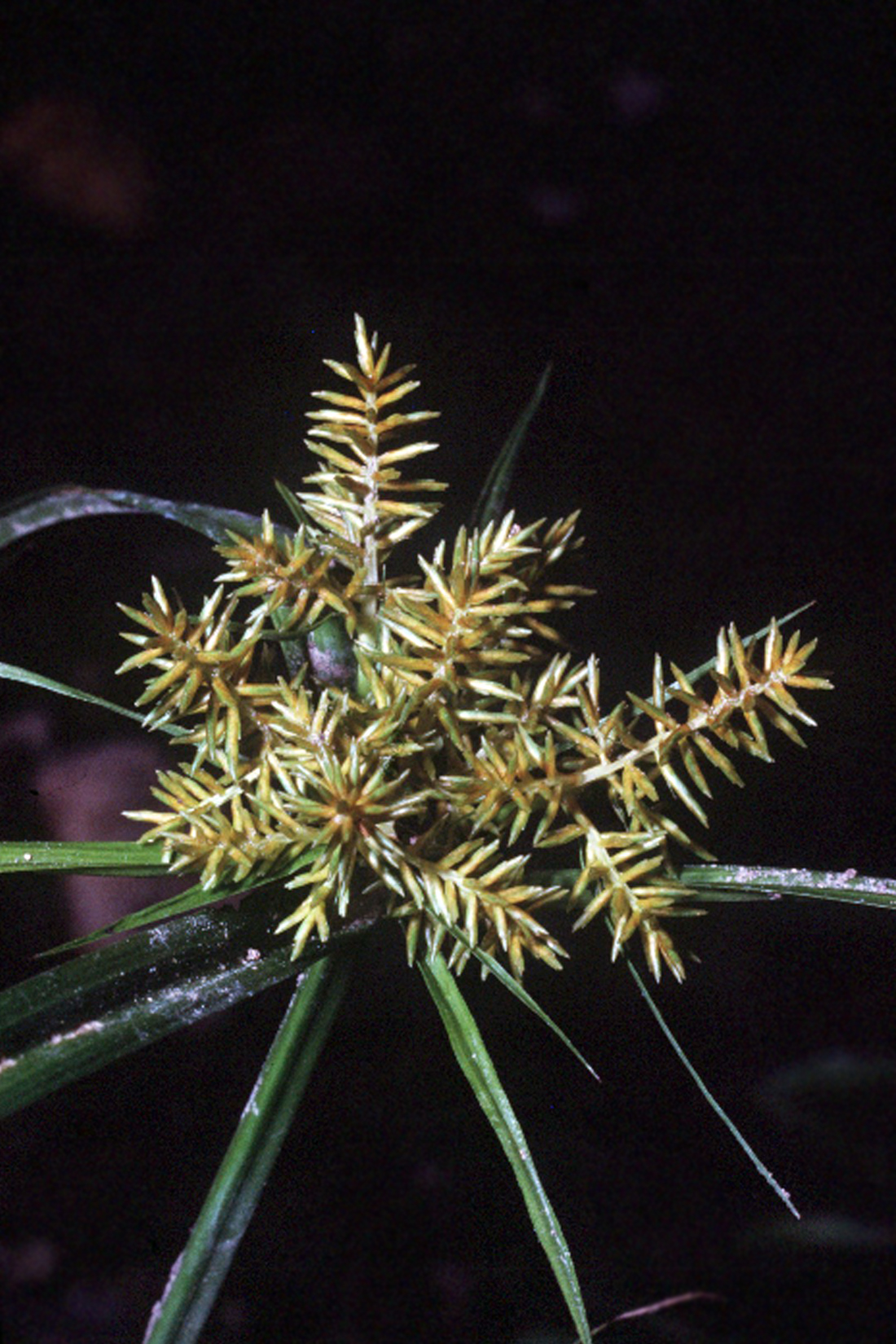
Detalle de la planta

## Descripción
Cyperus esculentus es una planta vivaz, que alcanza unos 40 a 50 centímetros de alto y que posee un sistema radicular rizomático, en el que se forman finalmente las chufas, con hojas basales y enteras.
Planta perenne, con estolones de 1–8 cm de largo con tubérculos globosos de 3–11 mm de ancho; culmos triquetros, 20–65 cm de alto. Hojas 3–7, con las láminas en forma de V, hasta 20 (35) cm de largo. Brácteas de la inflorescencia 3–7, horizontales a ascendentes, hasta 30 cm de largo, rayos 5–10, hasta 12 (20) cm de largo, espigas laxamente ovoides, 20–30 mm de largo; espiguillas 3–25, lineares, aplanadas, 5–34 mm de largo y (1.2) 1.5–1.6 (2) mm de ancho, marrones, raquilla alada, persistente; escamas 9–42, ovadas a elípticas, 2–3 mm de largo y 1.4–2 mm de ancho, 7–9-nervias, persistentes; estambres 3, anteras 1.3–1.8 mm de largo; estigmas 3. Fruto (rara vez madurando) trígono, elipsoidal, 1.1–1.6 mm de largo y 0.3–0.6 (0.8) mm de ancho, obtuso, punteado, marrones, sésil.

## Características
La planta requiere suelos arenosos y un clima templado; como tal, el clima mediterráneo de Valencia es particularmente propicio para su cultivo. Las chufas son sembradas entre los meses de abril y mayo (primavera boreal), e irrigadas semanalmente hasta su recolección, en los meses de noviembre y diciembre (invierno boreal). Las flores, de tamaño irregular, son verdosas o amarillentas y nacen de tallos terminados en espiguillas.
También podemos encontrar chufas en el oeste de África.
En España, además, se están cultivando chufas en otras zonas con mejores condiciones que permiten el control de consumo de agua.

## Usos

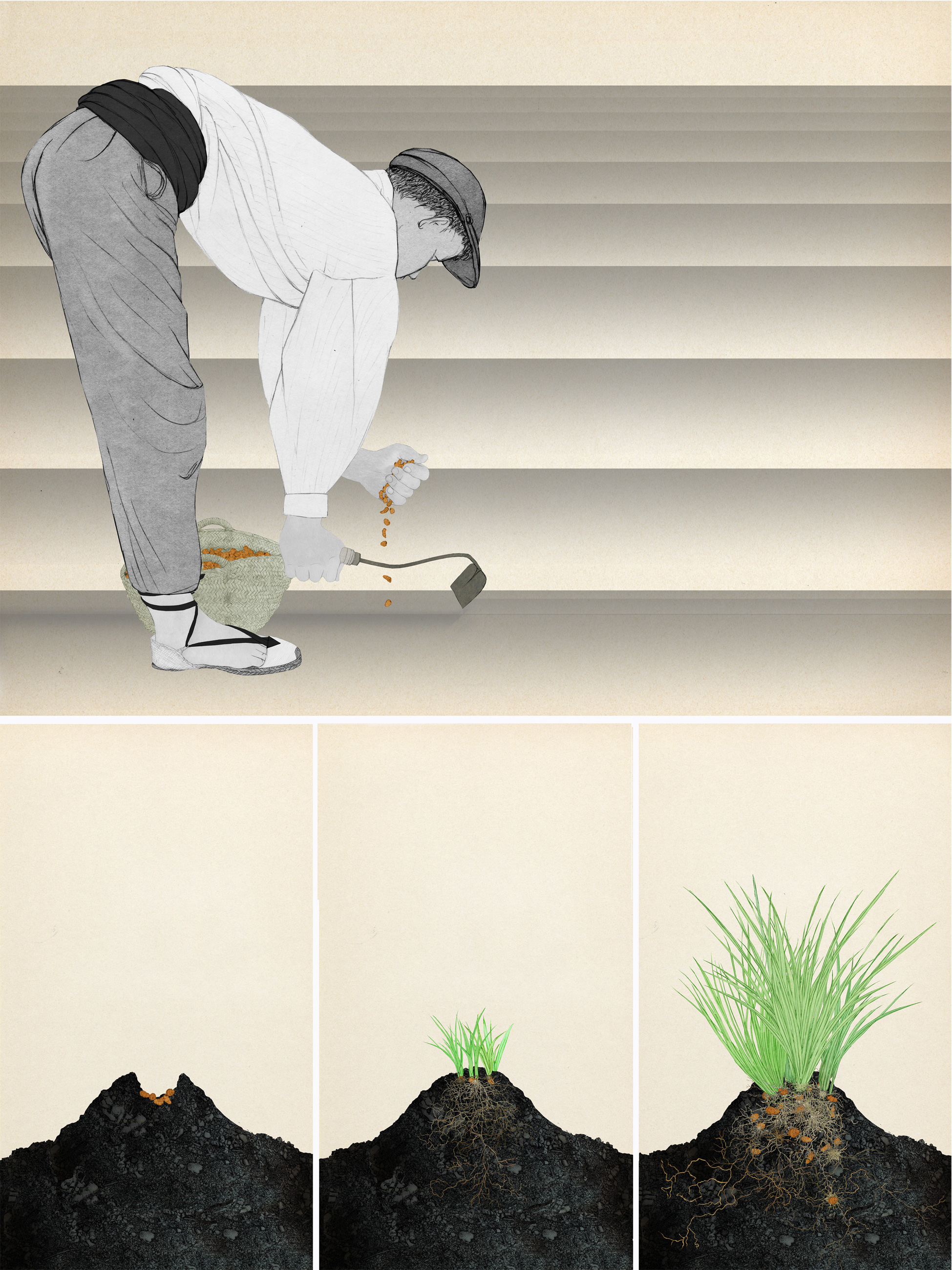
Imagen realizada por el Museo Valenciano de Etnología para el Museo de la Huerta de Almácera
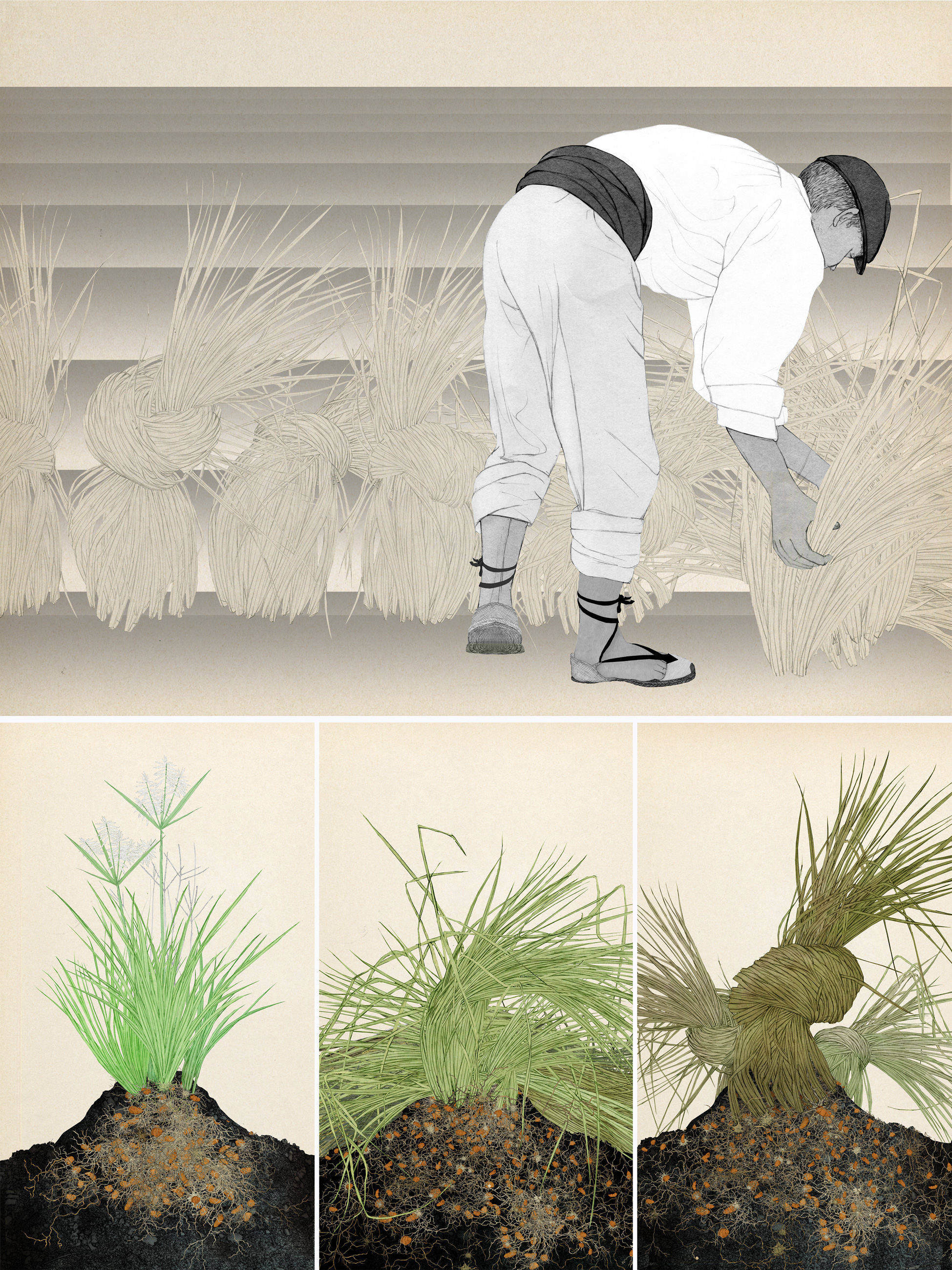
Imagen realizada por el Museo Valenciano de Etnología para el Museo de la Huerta de Almácera

Una vez recolectadas, las chufas son lavadas y secadas para su conservación, encontrándoselas a la venta cuando ya están secas. Su uso más apreciado es para la elaboración de la horchata de chufa, bebida muy típica de la ciudad de Valencia (España). También es empleado como cebo para atraer presas de caza como ciervos y especialmente pavos.
Al haberse encontrado restos en vasijas del Antiguo Egipto, se sabe que este tubérculo tiene una historia de cultivo de al menos 4000 años, siendo una de las primeras plantas explotadas en la agricultura. Las chufas fueron introducidas en España por los árabes durante el tiempo en que ocuparon territorios en la península, entre los años 711 y 1492.
Debido a que las chufas contienen un 20-36 % de aceite, el C. esculentus es un cultivo potencial para la producción de biodiésel.

## Cultivo
El cultivo de la chufa en la comarca valenciana de Huerta Norte está protegido con la denominación de origen Chufa de Valencia.

## Propiedades
Recientemente se ha descubierto en los fondos de la Colección Espínola, en Valencia un documento del II Conde de Soto Ameno, quien fuera en su momento el primer Alcalde Constitucional de la ciudad de Alicante en 1812, el que podría datarse como el primer manuscrito donde se prescribe la horchata de chufa con fines curativos y aliviar la "enfermedad del Conde" a su llegada a la ciudad de Valencia en 1824, así lo indica el tratamiento que le realiza el Doctor Alcázar a base de leche de chufas.[cita requerida]

## Taxonomía
Cyperus esculentus fue descrita por Carlos Linneo   y publicado en Species Plantarum 1: 45. 1753.
Etimología
Ver: Cyperus
esculentus: epíteto latino que significa "comestible".
Sinonimia

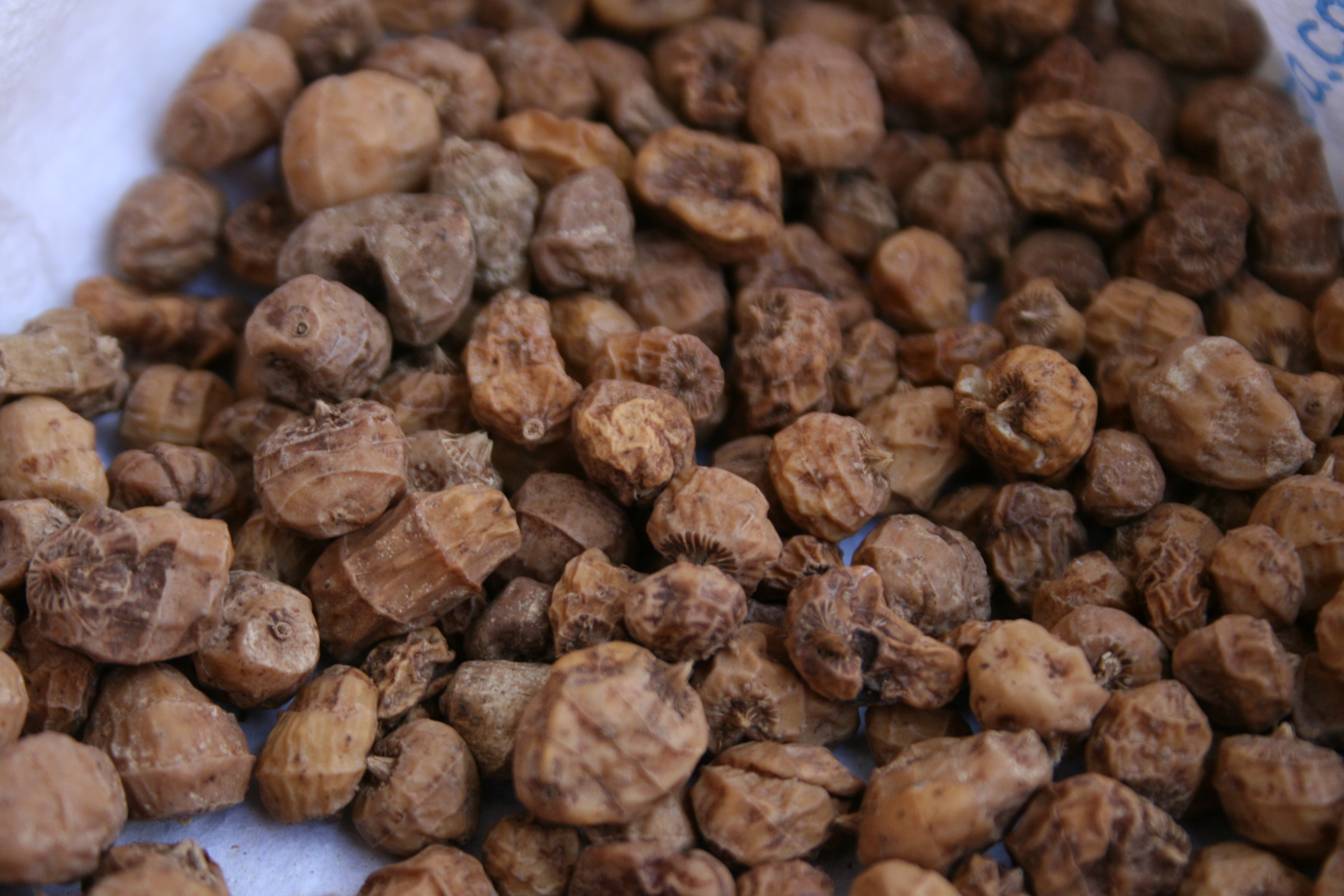
Chufas

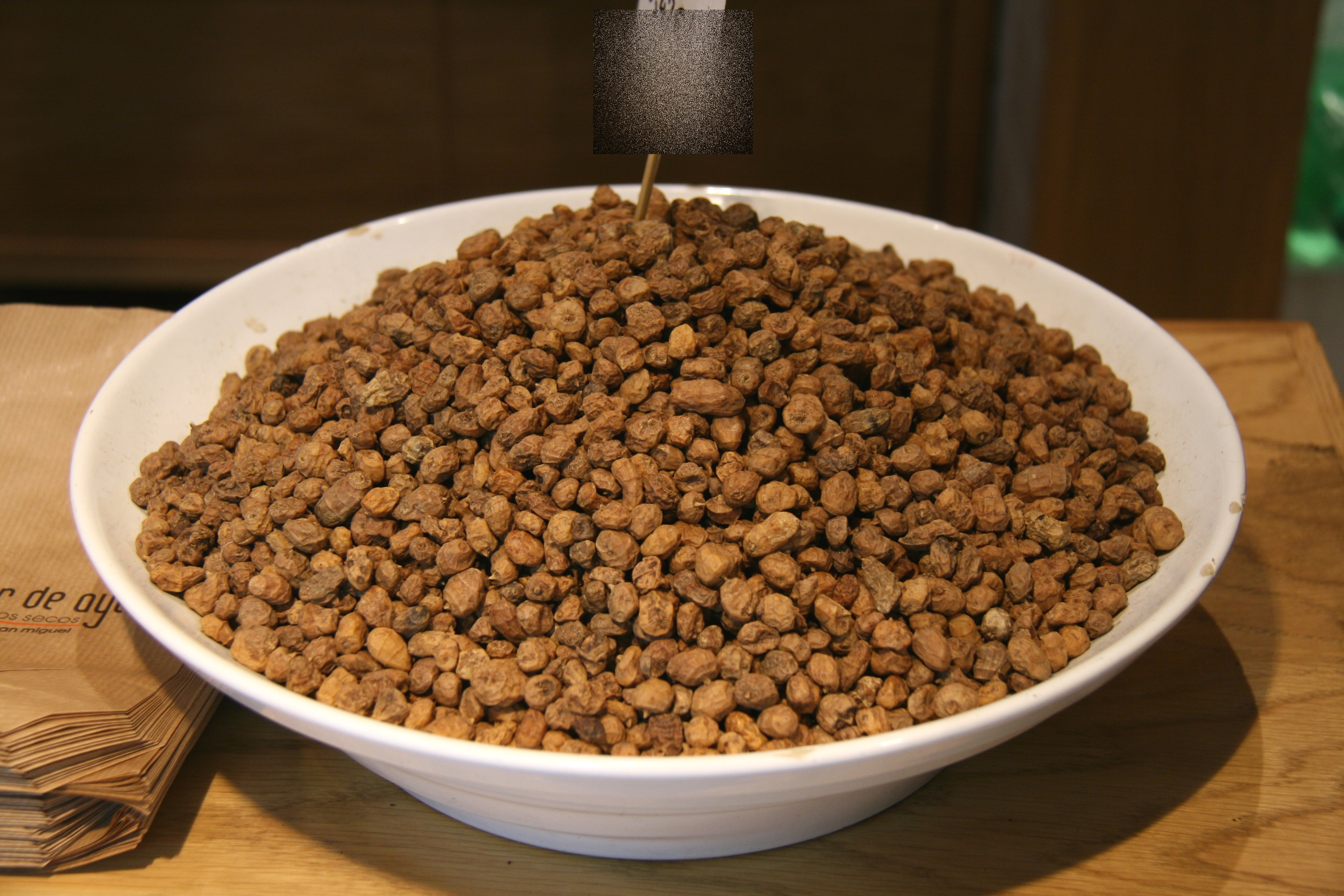
Chufas

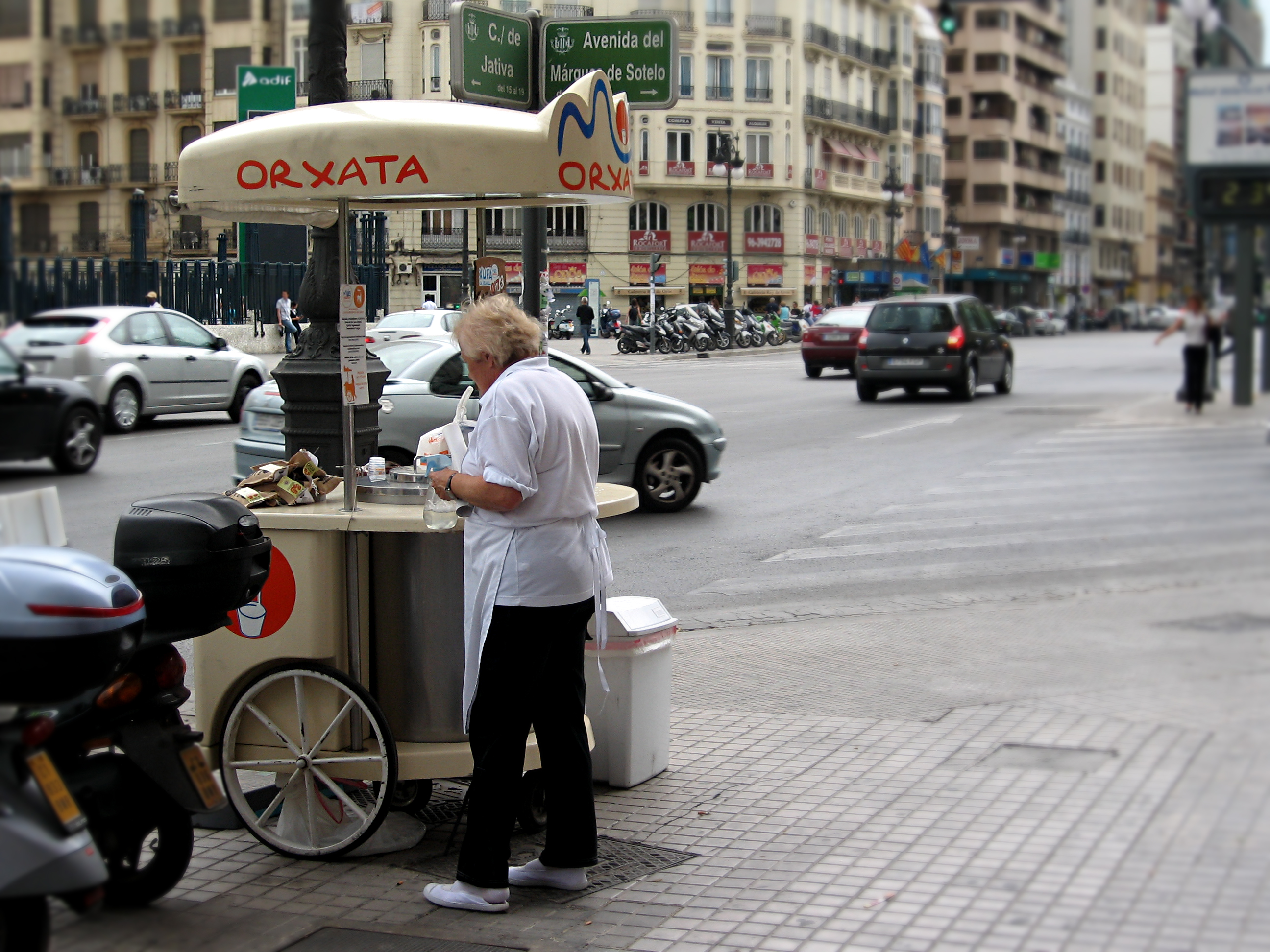
Venta ambulante de horchata en las calles de Valencia

- Chlorocyperus aureus Palla ex Kneuck.
- Chlorocyperus phymatodes (Muhl.) Palla
- Cyperus aureus (L.) Nyman
- Cyperus bahiensis Steud.
- Cyperus buchananii Boeck.
- Cyperus callistus Ridl.
- Cyperus chrysostachys Boeck.
- Cyperus cubensis Steud.
- Cyperus damiettensis A.Dietr.
- Cyperus fresenii Steud.
- Cyperus fulvescens Liebm.
- Cyperus gracilescens Schult.
- Cyperus gracilis Link
- Cyperus heermannii Buckley
- Cyperus helodes Schrad. ex Nees
- Cyperus hydra Kunth
- Cyperus lutescens Torr. & Hook.
- Cyperus melanorhizus Delile
- Cyperus nervosus Bertol.
- Cyperus officinalis T.Nees
- Cyperus pallidus Savi
- Cyperus phymatodes Muhl.
- Cyperus phymatodes var. heermannii (Buckley) S.Watson
- Cyperus repens Elliott
- Cyperus ruficomus Buckley
- Cyperus scirpoides R.Br.
- Cyperus sieberianus Link
- Cyperus tenorei C.Presl
- Cyperus tenorianus Schult.
- Cyperus tuberosus Pursh
- Cyperus variabilis Salzm. ex Steud.
- Pterocyperus esculentus (L.) Opiz
- Pycreus esculentus (L.) Hayek[4][5][6]

## Nombres comunes
- Castellano: abelasia, castañuela, chufa, chufa (el tubérculo), chufas, chuflas, chufletas, cochufas, cotufa, cotufas, juncia avellanada, juncia comestible, junco dulce.[7]
- En Venezuela se llama corocillo.[8]